# T-7 (練習機)
富士 T-7
T-7
- 用途：初等練習機
- 製造者：富士重工業
- 運用者： 日本（航空自衛隊）
- 初飛行：2002年7月9日（T-3改）
- 生産数：49機
- 運用開始：2003年4月
- 運用状況：現役

T-7は、航空自衛隊の初級練習機。老朽化したT-3の後継機として富士重工業が製造した。

## 概要
T-3と同じく当初から航空自衛隊のパイロット養成を目的として開発されている。
1990年代に、T-3改として開発が開始され、1998年（平成10年）8月にT-3の後継機である「新初等練習機」に選定された。しかし、1998年（平成10年）末に海上自衛隊へ納入する予定のUS-1A改開発の際、富士重工役員と防衛庁政務次官の汚職があったことが発覚した為、翌1999年（平成11年）度にかけて予算措置が凍結された。この間、富士重工は独自に開発を行い、試作機であるKM-2F（JA8222）は、海上自衛隊向けの練習機として開発したT-5試作機のKM-2D（JA8222）を改造して作られた（主にキャビンの改造）。初飛行は1999年（平成11年）。
防衛庁は調達改革として、国際競争入札としたことから富士重工の他にピラタス（スイス・代理店丸紅）がPC-7 Mk.IIで応募した。2000年（平成12年）9月に富士重工の採用が決定したが、この決定に対し、防衛庁が採用理由の十分な説明をしなかった為、ピラタスが不当採用として告訴すると主張した。防衛庁は再度説明をすることで平穏に解決したが、防衛庁関係者にとって「説明」の重要性を再認識させる重要な事件であった。
量産型の新初等練習機（T-3改）は2002年（平成14年）7月9日に初飛行し、2003年（平成15年）4月に「T-7」として制式採用され、防府北基地の第12飛行教育団に配備が始まり翌年に完了、2005年（平成17年）からは静浜基地の第11飛行教育団へ配備が始まり、2006年（平成18年）度末にT-3を完全に置き換えた。発注は18年度で終了し、2008年（平成20年）度に3機（通算49機）が納入されて配備が完了した。
なお、T-1以降の国産練習機の制式番号は、偶然にも1から7までのうちの奇数番号がすべて富士重工製となった。抜けている「T-6」については、以前に空自発足の際にアメリカ軍から供与され、中等練習機・救難機として使用したT-6 テキサンが存在しており、同機は既に1970年（昭和45年）に現役から退いているが、書類上の混同を避けるため等と思われる。
2024年11月29日、航空自衛隊はT-7の後継にT-6 テキサンIIを選定したと発表した。

## 機体

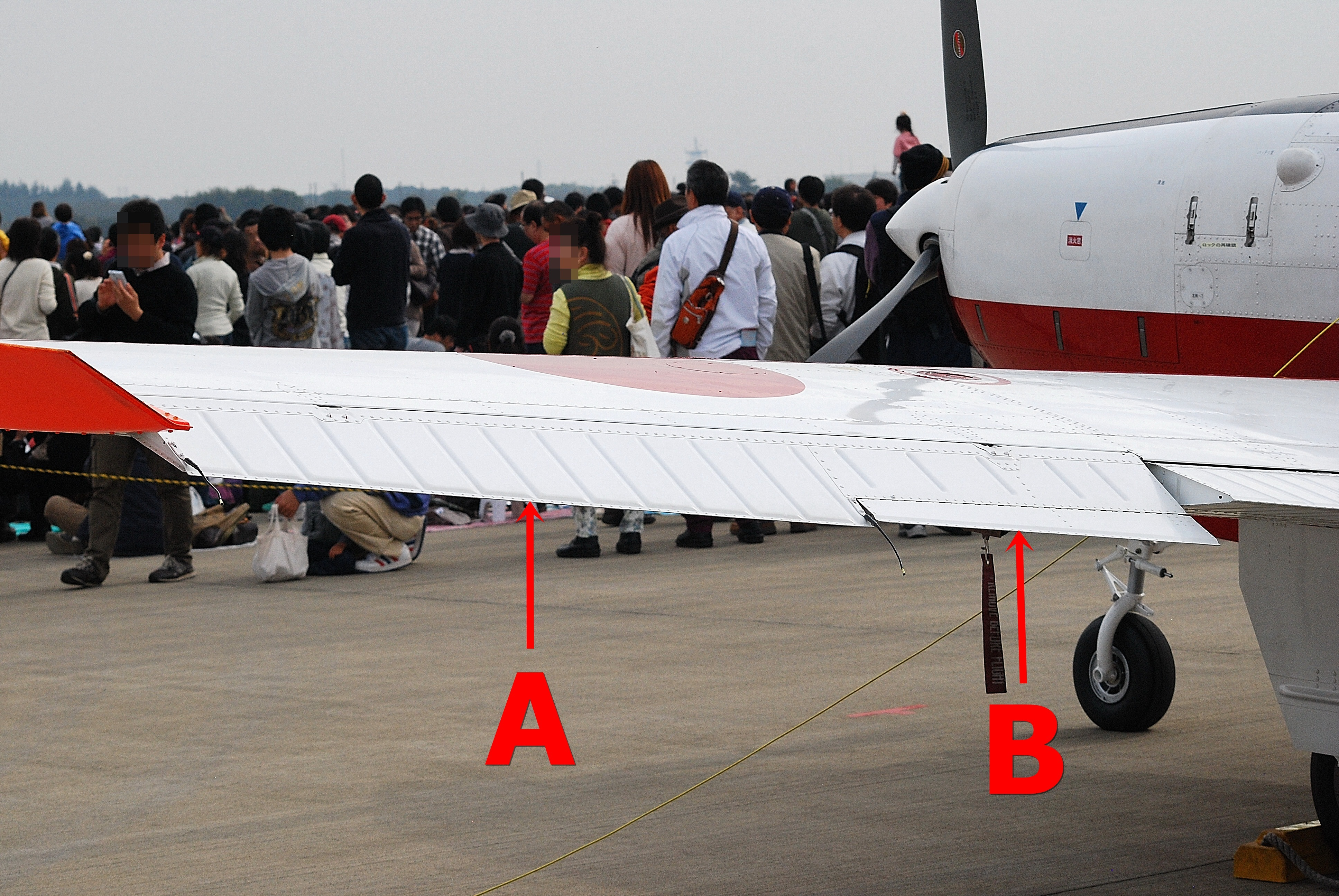
主翼後部。Aが補助翼、Bがバランス・タブ

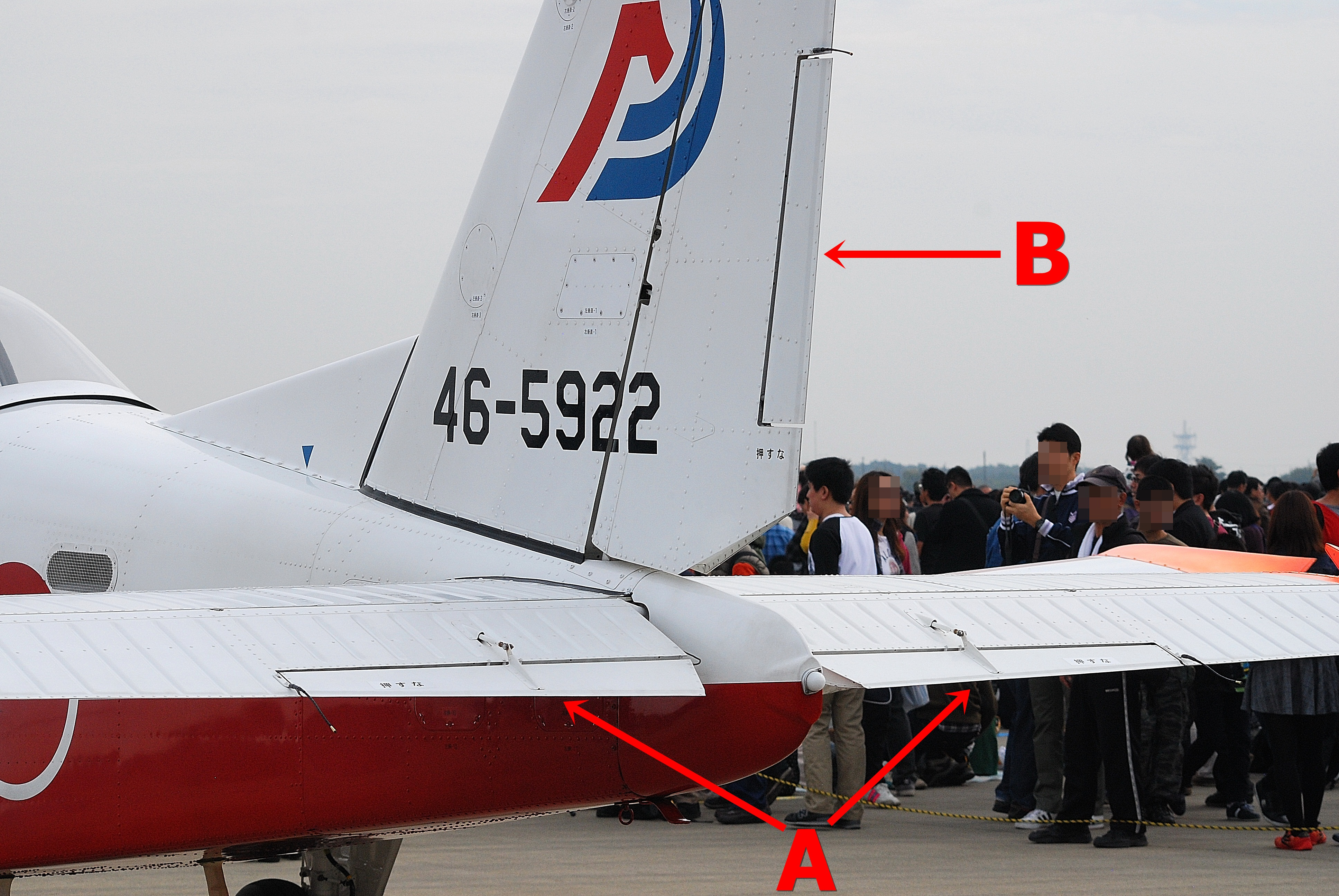
尾翼のトリム・タブ（Aが昇降舵、Bが方向舵）

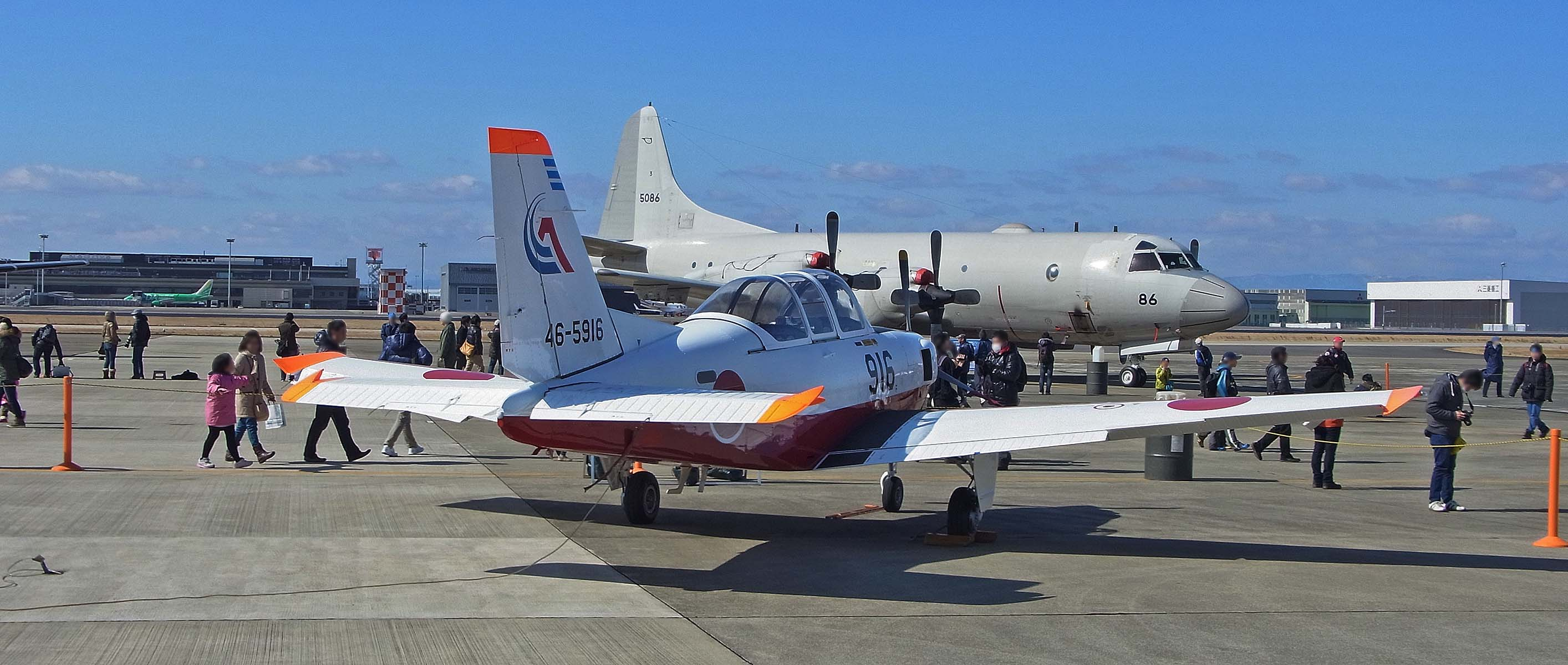
機体後部

機体価格を抑えるため、可能な限りT-3との部品の共通化が図られたことにより、国内生産ながら約2億3000万円と外国製並に抑えられている。機体形状はほぼ同一であるが、翼形など細かな部分に改良（特に垂直尾翼は後退角を付けてある）を加え、運動性能を向上させてある。最大の変更点は航空機の使用燃料をジェット燃料に一本化するために、レシプロであったT-3から、海上自衛隊のT-5に搭載されたターボプロップエンジン（ロールス・ロイス250-B17D）の離陸出力増加型である250-B17Fを採用しているが、通常はリミッターをかけていない。エンジン換装のため、T-3より機首が550mm長く、同時にレシプロからターボプロップへの変更のために形状はスリムになっている。コックピットのスペースもT-3よりゆとりを持って設計され、冷暖房も加えられるなど搭乗環境も改善している。これにより、速度の向上や運用の効率化に加え、副次的ではあるが騒音の低下も果たした。
エンジンの本格的な修理はMHIエアロエンジンサービス（三菱重工系）が請け負っている。

## 配備基地
- 静浜基地 - 第11飛行教育団

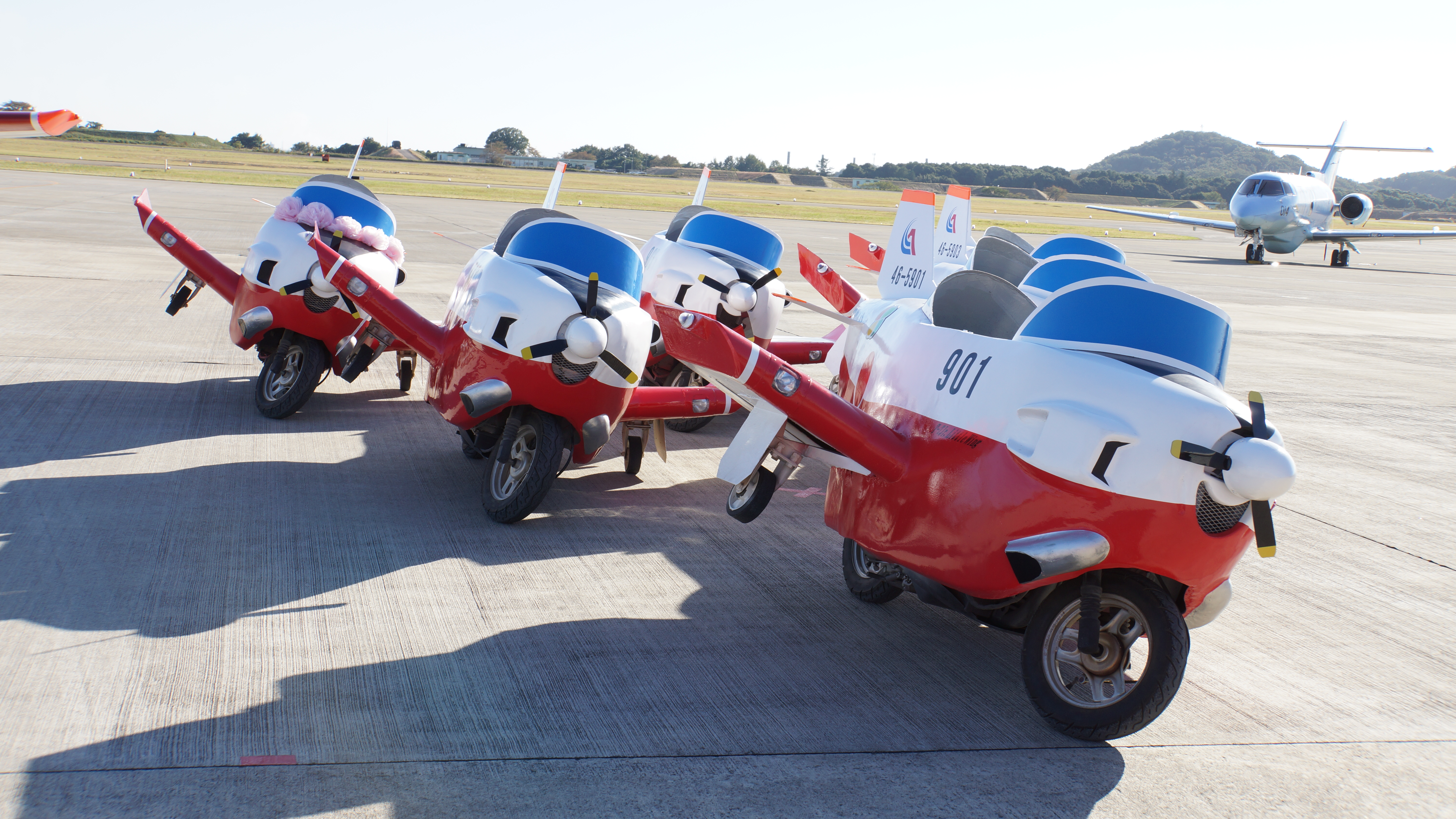
航空自衛隊T-7Jr

  - 実機の他、基地の隊員によるクラブ活動としてT-7Jrが編成されている。
- 防府北基地 - 第12飛行教育団
- 岐阜基地 - 飛行開発実験団
- 浜松基地 - 第1術科学校
  - 整備員の教材（飛行可能）[6]

## 性能･主要諸元
- 乗員 - 2名
- 全長 - 8.59m
- 全幅 - 10.04m
- 全高 - 2.96m
- 最大離陸重量 - 1,585kg
- エンジン - ロールス・ロイス 250-B17F ターボプロップ 1基
- 出力 - 離陸時450馬力、連続最大出力380馬力
- 最大巡航速度 - 223kt（412km/h）
- 上限限度 - 25,000ft（7,620m）